# العلاقات السودانية البولندية
العلاقات السودانية البولندية هي العلاقات الثنائية التي تجمع بين السودان وبولندا.

## مقارنة بين البلدين
هذه مقارنة عامة ومرجعية للدولتين:
| وجه المقارنة                                              | السودان                     | بولندا                                                                             |
| --------------------------------------------------------- | --------------------------- | ---------------------------------------------------------------------------------- |
| المساحة (كم2)                                             | 1.89 مليون                  | 312.68 ألف                                                                         |
| عدد السكان (نسمة)                                         | 40.53 مليون                 | 38.43 مليون                                                                        |
| الكثافة السكانية (ن./كم²)                                 | 21.44                       | 122.91                                                                             |
| العاصمة                                                   | الخرطوم                     | وارسو                                                                              |
| اللغة الرسمية                                             | اللغة العربية، لغة إنجليزية | اللغة البولندية                                                                    |
| العملة                                                    | جنيه سوداني                 | زلوتي بولندي                                                                       |
| الناتج المحلي الإجمالي (بليون دولار)                      | 117.49 مليار                | 524.51 مليار                                                                       |
| الناتج المحلي الإجمالي (تعادل القوة الشرائية) بليون دولار | 176.55 مليار                | 1.02 تريليون                                                                       |
| الناتج المحلي الإجمالي الاسمي للفرد دولار أمريكي          | 2.41 ألف                    | 12.55 ألف                                                                          |
| الناتج المحلي الإجمالي للفرد دولار أمريكي                 | 4.07 ألف                    | 26.14 ألف                                                                          |
| مؤشر التنمية البشرية                                      | 0.479                       | 0.843                                                                              |
| رمز المكالمات الدولي                                      | +249                        | +48                                                                                |
| رمز الإنترنت                                              | سودان                       | .pl                                                                                |
| المنطقة الزمنية                                           | ت ع م+03:00، ت ع م+02:00    | توقيت وسط أوروبا، ت ع م+01:00، ت ع م+02:00، أوروبا/وارسو ‏، توقيت وسط أوروبا الصيفي |

## منظمات دولية مشتركة
يشترك البلدان في عضوية مجموعة من المنظمات الدولية، منها:
| علم المنظمة | اسم المنظمة                        | تاريخ انضمام السودان | تاريخ انضمام بولندا |
| ----------- | ---------------------------------- | -------------------- | ------------------- |
|             | الاتحاد البريدي العالمي            | ?                    | 1 مايو 1919         |
|             | يونسكو                             | 26 نوفمبر 1956       | 6 نوفمبر 1946       |
|             | البنك الدولي للإنشاء والتعمير      | 5 سبتمبر 1957        | 27 يونيو 1986       |
|             | وكالة ضمان الاستثمار متعدد الأطراف | 7 نوفمبر 1991        | 29 يونيو 1990       |
|             | الاتحاد الدولي للاتصالات           | 23 أكتوبر 1957       | 1921                |
|             | منظمة الشرطة الجنائية الدولية      | ?                    | ?                   |
|             | مؤسسة التمويل الدولية              | 21 أكتوبر 1960       | 29 ديسمبر 1987      |
|             | الأمم المتحدة                      | 12 نوفمبر 1956       | 24 أكتوبر 1945      |
|             | مؤسسة التنمية الدولية              | 24 سبتمبر 1960       | 28 أكتوبر 1960      |
|             | الفريق المعني برصد الأرض           | ?                    | ?                   |
|             | منظمة حظر الأسلحة الكيميائية       | ?                    | ?                   |

## وصلات خارجية
- موقع وزارة الخارجية السودانية
- موقع وزارة الخارجية البولندية